# Arenero (ferrocarril)

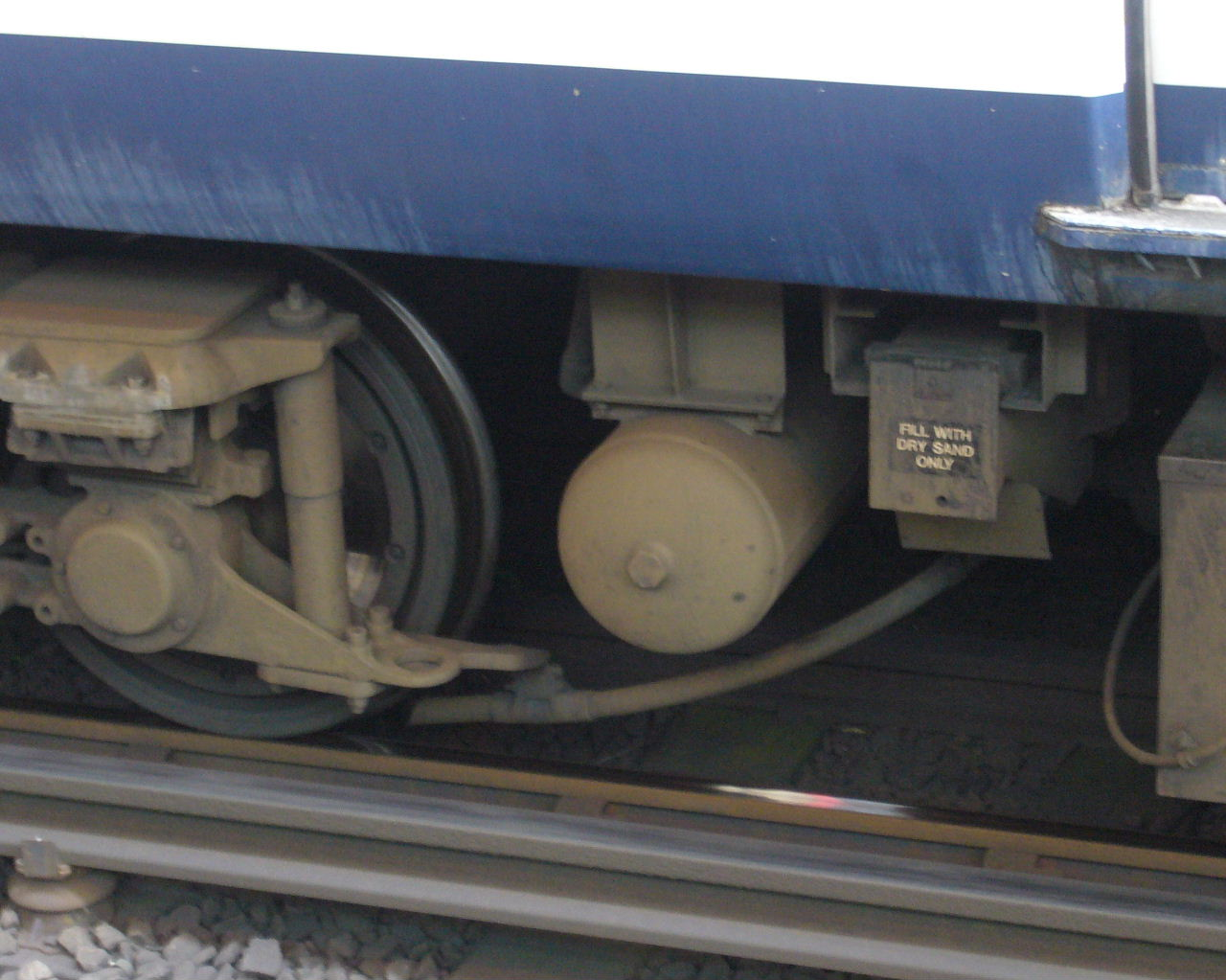
Arenero en una unidad de tren eléctrica de los ferrocarriles británicos. La tapa dice: "fill with dry sand only" (Llénese solamente con arena seca).

El arenero es un dispositivo instalado en los vehículos ferroviarios para mejorar la adherencia entre la ruedas motrices y el riel mediante el empleo de arena. Es especialmente útil al momento de partir del reposo, puesto que aumenta el esfuerzo de tracción; no obstante, puede utilizarse siempre que el vehículo ferroviario pierda adherencia.

## Funcionamiento
La función del arenero consiste en colocar cantidades controladas de arena sobre la cabeza del riel. Esto permite incrementar la superficie de rozamiento, con el consiguiente aumento en la adherencia. Puede ser activado manualmente, por el conductor, o a través de dispositivos de control automáticos. En los sistemas modernos, si el freno de emergencia es aplicado, el arenero se activa automáticamente para disminuir la distancia de frenado. 
La arena puede colocarse sobre el riel utilizando aire comprimido, agua o, en caso de emplearse en locomotoras de vapor, aprovechando la presión de vapor de la caldera.
Para su correcto funcionamiento, el recipiente que almacena la arena, debe ser capaz de mantenerla seca y sin humedad; de lo contrario, se obstruiría el mecanismo de aplicación. Se aplican varias estrategias para evitar que la arena quede inutilizable: en las locomotoras de vapor, se coloca el contenedor de arena cerca de la caldera para mantenerlo con la mínima humedad posible. Algunos fabricantes suministran contenedores de arena con dispositivos neumáticos que evitan el apelmazamiento de la arena.

## Historia

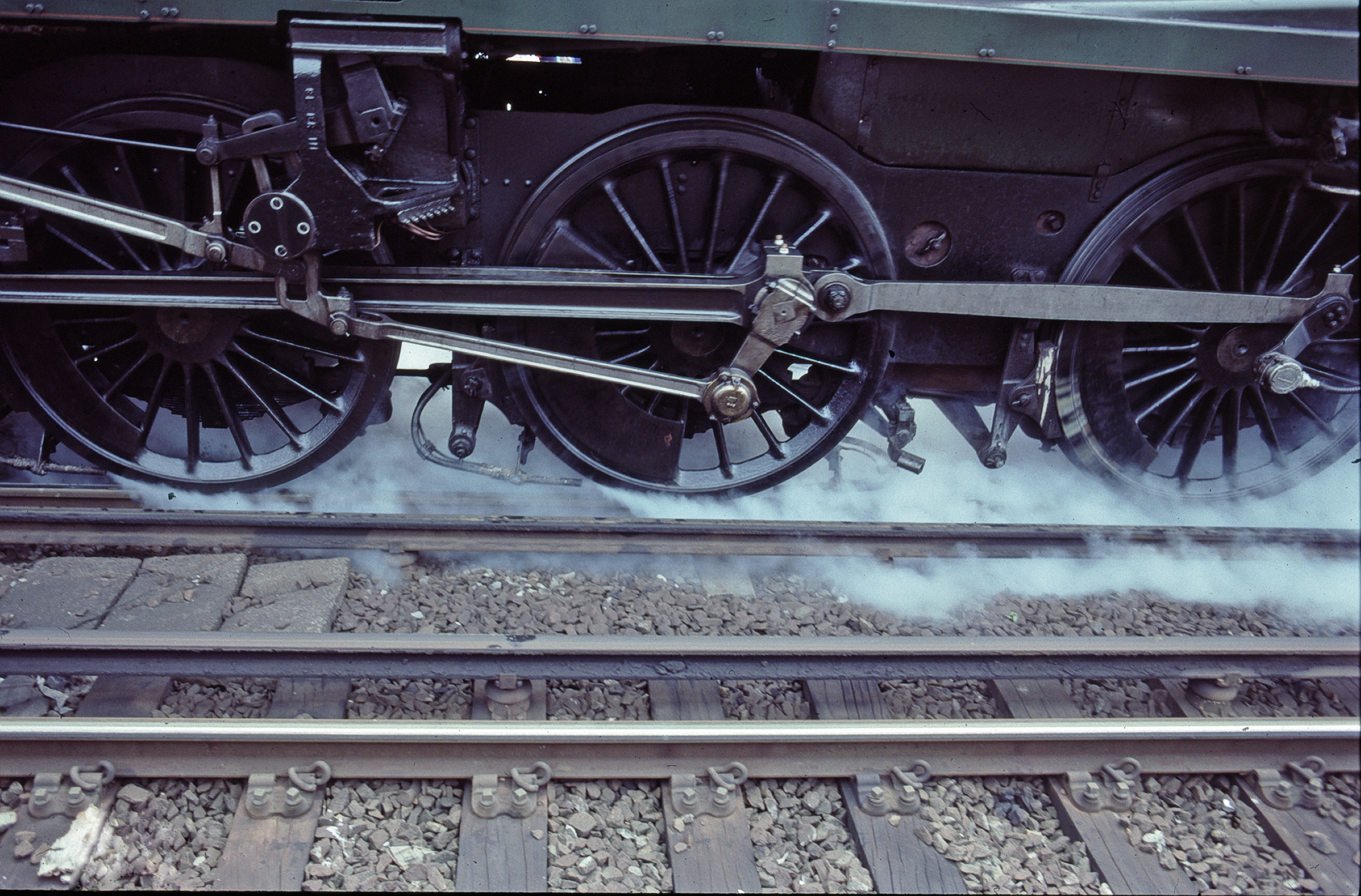
Locomotora británica 60009 "Union of South Africa" utilizando areneros impulsados con vapor durante el arranque.

La primera referencia conocida a la utilización del arenero aparece en un documento del Tuscumbia, Courtland and Decatur Railroad que data de 1836. El empleo, en los comienzos del ferrocarril, de locomotoras con un solo eje de tracción planteaba serias dificultades para mantener un mínimo razonable de adherencia. El uso de arena fue la respuesta más temprana a ese problema.